# Motuproprij
Motuproprij (lat. motu proprio, hrv. „vlastita inicijativa”) je dokument koji donosi papa (ili monarh) na vlastitu inicijativu, i osobno ga potpisuje.
Kada ga proglašava papa, može biti upućen na cijelu Crkvu, na dio Crkve, ili na neke pojedince. Prvi motuproprij je proglasio papa Klement 1484. Nastavio je biti česti oblik papinskih proglasa, pogotovo kada se uspostavlja institucija, uvode manje promjene u zakone ili postupke, i pri dodjeli povlastica osobama ili institucijama.
Manje je formalan od ustava i ne nosi papinski pečat.